# Massicus raddei
Massicus raddei är en skalbaggsart som först beskrevs av Blessig 1872.  Massicus raddei ingår i släktet Massicus och familjen långhorningar. Inga underarter finns listade i Catalogue of Life.